# علم العملات في طريق الحرير
علم العملات المتعلق بطريق الحرير مجالٌ خاصٌّ ضمن دراسات طريق الحرير وعلم العملات. ويكتسب أهميته الخاصة لأنه يغطي جزءًا من العالم لا يزال تاريخه غامضًا، إما لعدم اكتمال السجل التاريخي أو لاختلافه. على سبيل المثال، لعب علم العملات دورًا محوريًا في تحديد التسلسل الزمني لملوك كوشان.

## عملات طريق الحرير
تشمل علم العملات على طريق الحرير جميع تقاليد سك العملات من شرق آسيا إلى أوروبا، منذ أقدم العصور. هناك قدر كبير من اندماج تقاليد سك العملات في مواقع على طريق الحرير، ويتطلب فهمها خبرة في العديد من تقاليد سك العملات. ومن الأمثلة البارزة على ذلك سك العملات الصينية-الخاروشتي في خوتان، حيث يجتمع تقليدي سك العملات - هذه العملات ثنائية اللغة، بنقش خاروشتي على أحد وجهيها ونقش صيني على الوجه الآخر. وهي تتعلق بكل من المعيار الأتيكي للعملات اليونانية القديمة ونظام ووتشو لسلالة هان، وتسمي ملوك خوتان المحليين، الذين لا يوجد لهم سجل تاريخي محلي.
تمرين كما هو الحال مع جميع فروع علم العملات، فإن معظم التدريب يعتمد على الأشياء، وبالتالي يميل إلى أن يحصل في الأماكن التي توجد بها مجموعات متخصصة. أُسس برنامج هيراياما للتدريب على أمناء العملات في علم عملات طريق الحرير في أوائل التسعينيات، كـ "مشروع مدته خمس سنوات لتمكين الباحثين الشباب في بداية حياتهم المهنية، من القدوم إلى المتحف البريطاني لمدة عام دراسي كامل لتطوير معارفهم حول عملات طريق الحرير." الباحثون الخمسة هم تشاندريكا جاياسينغ ( قسم الآثار، كولومبو، سريلانكا )، وناوشابا أنجوم ( متحف لاهور، باكستان)، وسيرجي كوفالينكو ( متحف بوشكين، موسكو، روسيا)، وشاه نزار خان (متحف جامعة بيشاور، باكستان)، ووانغ دان ( جمعية العملات الصينية، الصين). حصل باحثون آخرون على منح من صندوق نيل كريتمان لعلم العملات في آسيا الوسطى، الذي تديره الجمعية الملكية لعلم العملات.

## أموال طريق الحرير
ولم تكن العملات المعدنية هي الشكل الوحيد للمال على طريق الحرير، كما أظهرت الدراسات الحديثة على المنسوجات.

## المعارض والعروض
طويلة الأمد
- معرض عملات طريق الحرير، في متحف شنغهاي (مع الكتالوج)
- عملات طريق الحرير في المتحف البريطاني - في معرض جوزيف إي. هوتونج (الغرفة 33) ومعرض سيتي موني (الغرفة 68)

قصيرة المدى
- 1992 مفترق طرق آسيا: التحول في الصورة والرمز في فن أفغانستان وباكستان القديمتين ( متحف فيتزويليام، 1992). (انظر الكتالوج)
- عملات طريق الحرير ١٩٩٣: مجموعة هيراياما. معرض مُعار خاص من اليابان (المتحف البريطاني، ١٩٩٣). (انظر الكتالوج)
- 1997 من برسبوليس إلى البنجاب: العملات واستكشاف الشرق (المتحف البريطاني، 1997) (انظر المنشور)

## كتالوجات المعارض
- 1992 مفترق طرق آسيا: التحول في الصورة والرمز في الفن في أفغانستان وباكستان القديمة، بقلم جو كريب وإليزابيث إيرينغتون، مع ماجي كلارينجبول (كامبريدج: مؤسسة الهند القديمة وإيران، 1992).
- عملات طريق الحرير 1993: مجموعة هيراياما بقلم كاتسومي تانابي (كاماكورا: معهد طريق الحرير، 1993).
- 2006 مجموعة متحف شنغهاي للعملات القديمة من طريق الحرير 《上海博物馆藏丝绸之路古代国家钱币》 (شنغهاي: متحف شنغهاي، 2006).

## قراءة إضافية
المجلات المتخصصة
تظهر المقالات حول علم العملات على طريق الحرير في عدد من المجلات العلمية، بما في ذلك:
- فن طريق الحرير وعلم الآثار (مجلة معهد دراسات طريق الحرير، كاماكورا، اليابان)[1]
- نشرة معهد آسيا (المملكة المتحدة)[2]
- السجل النقدي ( الجمعية الملكية لعلم العملات، المملكة المتحدة)[3]
- مجلة الجمعية النقدية الشرقية (المملكة المتحدة)
- مسرحية نوميسماتيك (فرنسا)[4]
- Numismatique asiatique (La Société de Numismatique Asiatique، فرنسا)[5]

المكتبات النقدية
- قسم العملات والميداليات، المتحف البريطاني - كتالوج المكتبة
- مكتبة الجمعية الملكية لعلم العملات والجمعية البريطانية لعلم العملات (في مكتبة واربورغ) - فهرس المكتبة